# Tetrameranthus umbellatus
Tetrameranthus umbellatus är en kirimojaväxtart som beskrevs av Lübbert Ybele Theodoor Westra. Tetrameranthus umbellatus ingår i släktet Tetrameranthus och familjen kirimojaväxter. Inga underarter finns listade i Catalogue of Life.